# 大坪场镇
大坪场镇，是中华人民共和国贵州省铜仁市松桃苗族自治县下辖的一个乡镇级行政单位。

## 行政区划
大坪场镇下辖以下地区：
大坪场村、腊岩村、后山村、龙头村、甘泉湾村、地耶河村、水冲村、后屯村、镇江村、干串村、岩牛村、坳田村、黄泥村、白腊村、月城村、尖岩村和灯塔村。